# Yelena Sipatova
Yelena Sipatova (née le 7 juin 1955) est une athlète russe, spécialiste des courses de fond.

## Biographie
Sur piste, elle se classe troisième du 3 000 m lors des Championnats d'Europe 1982, à Athènes, derrière sa compatriote soviétique Svetlana Ulmasova et la Roumaine Maricica Puica. En 1983, Yelena Sipatova remporte le titre des Championnats d'Europe en salle, à Budapest, en devançant l'Italienne Agnese Possamai et l'autre Soviétique Yelena Malykhina.
Elle s'adjuge par ailleurs deux médailles d'or par équipes lors des Championnats du monde de cross, en 1981 et 1983, et remporte le Marathon de Rome en 1995.
Le 19 septembre 1981, à Moscou, Yelena Sipatova devient la première détentrice du record du monde du 10 000 mètres en parcourant la distance en 32 min 17 s 20.

### Palmarès
| Date | Compétition                    | Lieu      | Résultat | Épreuve     |
| ---- | ------------------------------ | --------- | -------- | ----------- |
| 1981 | Championnats du monde de cross | Madrid    | 1re      | Par équipes |
| 1981 | Championnats du monde de cross | Madrid    | 3e       | Individuel  |
| 1982 | Championnats du monde de cross | Rome      | 1re      | Par équipes |
| 1982 | Championnats d'Europe          | Athènes   | 3e       | 3 000 m     |
| 1983 | Championnats d'Europe en salle | Budapest  | 1re      | 3 000 m     |
| 1983 | Championnats du monde de cross | Gateshead | 2e       | Par équipes |
| 1995 | Marathon de Rome               | Rome      | 1re      | Marathon    |
| 1995 | Semi-marathon de Lille         | Lille     | 1re      | Marathon    |

### Records
| Épreuve | Épreuve   | Performance | Lieu | Date |
| ------- | --------- | ----------- | ---- | ---- |
| 3 000 m | Plein air |             |      |      |
| 3 000 m | Salle     |             |      |      |